# Criterium van Eisenstein
Het criterium van Eisenstein geeft er een voldoende voorwaarde voor, dat een gegeven polynoom met gehele coëfficienten irreducibel is. Een polynoom dat aan de voorwaarden voldoet, die in het criterium zijn gesteld, is irreducibel over de rationale getallen en, dat is in feite hetzelfde, over de gehele getallen.
Het criterium is naar Ferdinand Eisenstein genoemd. Het werd als eerste door T. Schönemann gepubliceerd, maar werd daarna ook door Eisenstein gebruikt. Eisenstein paste het criterium toe op polynomen met coëfficiënten in {\displaystyle \mathbb {Z} [i]}, niet {\displaystyle \mathbb {Z} }.

## Criterium
Het  polynoom 
{\displaystyle f(x)=a_{n}x^{n}+a_{n-1}x^{n-1}+\ldots +a_{1}x+a_{0}}
met gehele coëfficienten is irreducibel over de rationale getallen, als er
een priemgetal {\displaystyle p} is, zodanig dat
- {\displaystyle a_{n}} niet door {\displaystyle p} kan worden gedeeld,
- alle andere coëfficienten {\displaystyle a_{i}} wel door {\displaystyle p} kunnen worden gedeeld en
- {\displaystyle a_{0}} niet door {\displaystyle p^{2}} kan worden gedeeld.[3]

Het bewijs gebruikt voor een deel volledige inductie en is voor een deel een bewijs uit het ongerijmde.
Beschouw een polynoom {\displaystyle f} en stel dat er niet-constante polynomen {\displaystyle g} en {\displaystyle h} met gehele coëfficienten zijn, zo dat {\displaystyle f(x)=g(x)\cdot h(x)}.
{\displaystyle g(x)=b_{m}x^{m}+b_{m-1}x^{m-1}+\ldots +b_{1}x+b_{0}}
{\displaystyle h(x)=c_{k}x^{k}+c_{k-1}x^{k-1}+\ldots +c_{1}x+c_{0}}
{\displaystyle n=m+k}
{\displaystyle b_{m}} en {\displaystyle c_{k}} kunnen geen van beide door {\displaystyle p} worden gedeeld, omdat {\displaystyle a_{n}} niet door {\displaystyle p} kan worden gedeeld. Er volgt uit {\displaystyle a_{0}=b_{0}c_{0},\ a_{0}\ {\text{mod}}\ p\ =\ 0} en {\displaystyle a_{0}\ {\text{mod}}\ p^{2}\ \not =\ 0}, dat een van de twee {\displaystyle b_{0}} en {\displaystyle c_{0}} een keer door {\displaystyle p} is te delen, de andere niet. Kies de coëfficiënten, zodat {\displaystyle b_{0}\ {\text{mod}}\ p=0} en {\displaystyle c_{0}\ {\text{mod}}\ p\ \not =\ 0}.
{\displaystyle a_{r}=\sum _{i+j=r}b_{i}\ c_{j}=b_{0}\ c_{r}+\cdots +b_{r}\ c_{0}},
waarin de coëfficiënten {\displaystyle b_{i}} en {\displaystyle c_{j}} gelijk aan 0 kunnen zijn, omdat {\displaystyle i>m} of {\displaystyle j>k} daarin mogelijk is.
Voor alle {\displaystyle i} tot en met {\displaystyle n-1} is het zo, dat {\displaystyle b_{i}} door {\displaystyle p} kan worden gedeeld of gelijk aan nul is. Dit deel wordt met volledige inductie bewezen. 
Inductiebegin
{\displaystyle b_{0}} kan door {\displaystyle p} worden gedeeld. Dat is afgeleid.
Inductieveronderstelling
Veronderstel voor bepaalde {\displaystyle r} dat voor alle {\displaystyle i<r} het zo is dat {\displaystyle b_{i}} door {\displaystyle p} kan worden gedeeld of gelijk aan nul is. 
Inductiestap
{\displaystyle a_{r}=\sum _{i+j=r}b_{i}\ c_{j}=b_{0}\ c_{r}+\cdots +b_{r}\ c_{0}}
Gegeven dat {\displaystyle r<n} kan {\displaystyle a_{r}} door {\displaystyle p} worden gedeeld. Dat betekent dat {\displaystyle b_{r}} ook door {\displaystyle p} kan worden gedeeld of gelijk aan nul is. {\displaystyle c_{0}} kon niet door {\displaystyle p} worden gedeeld, maar alle {\displaystyle b_{0}\ ,\ \cdots \ ,\ b_{r-1}} wel. De inductiestap is daarmee gezet.
Er doet zich nu bij {\displaystyle a_{n}} een tegenspraak voor.
{\displaystyle a_{n}=\sum _{i+j=n}b_{i}\ c_{j}=b_{0}\ c_{n}+\cdots +b_{n}\ c_{0}}

## Voorbeelden
- {\displaystyle 3x^{3}+5x^{2}+15x+10} is irreducibel, omdat de coëfficiënten 5, 15 en 10 door het priemgetal 5 kunnen worden gedeeld, maar 3 niet en 10 niet door 25 kan worden gedeeld.
- {\displaystyle x^{n}-p}, met {\displaystyle n} vrij en {\displaystyle n} een priemgetal, is irreducibel.
- Als {\displaystyle p} een priemgetal is, dan is

{\displaystyle x^{p-1}+x^{p-2}+\ldots +x+1}
irreducibel.
{\displaystyle x^{p}-1=(x-1)(x^{p-1}+x^{p-2}+\ldots +x+1)}
Na substitutie van {\displaystyle x=y+1} is deze vergelijking met binomiaalcoëfficiënten te schrijven als:
{\displaystyle x^{p-1}+x^{p-2}+\ldots +x+1={\frac {x^{p}-1}{x-1}}={\frac {(y+1)^{p}-1}{y}}=y^{p-1}+\sum _{j=1}^{p-1}{\binom {p}{j}}y^{j-1}}
De coëfficiënt 1 van de hoogste macht van {\displaystyle y} kan niet door {\displaystyle p} worden gedeeld, maar alle andere coëfficiënten wel en de constante term, die ook {\displaystyle p} is, kan niet door {\displaystyle p^{2}} worden gedeeld. Uit het criterium van Eisenstein volgt nu dat het polynoom in {\displaystyle y} irreducibel is, dus is ook het oorspronkelijke polynoom in {\displaystyle x} irreducibel.

## Algemeen
Als de gehele getallen door een uniek factorisatiedomein {\displaystyle D} worden vervangen, de rationale getallen door het quotiëntenlichaam {\displaystyle F} van {\displaystyle D} en {\displaystyle p} door een priemelement in {\displaystyle D}, dan geldt het criterium ook.